# Balatonendréd
Balatonendréd is een plaats (község) en gemeente in het Hongaarse comitaat Somogy. Balatonendréd telt 1403 inwoners (2001).